# Christiane Dorothea Gürnth
Christiane Dorothea Gürnth (* 1. Juli 1749 in Goschwitz / Schlesien; † 19. Januar 1813 in Creuzburg) war eine deutsche Schriftstellerin.

## Leben
Gürnths Eltern waren der fürstliche Sekretär Christian Gottlieb Hentschel und dessen Frau Anna Christine, geb. Fest. Nach dem Tod des Vaters wurde Gürnth von dessen Schwester aufgenommen. Sie musste sich später ihren Lebensunterhalt durch Unterricht und andere sogenannte weibliche Arbeiten selbst verdienen. 1772 lernte sie den Rektor Georg Samuel Gürnth kennen, den sie ein Jahr später heiratete. Von den fünf Kindern des Ehepaars starben zwei früh. 
Gürnth verfasste unter dem Pseudonym Amalie mehrere gartenkundliche Werke, die sich speziell an Frauen richteten sowie Kochbücher.

## Schriften
- Amaliens Krämchen zu einer angenehmen und nüzlichen Unterhaltung für ihr Geschlecht. Gutsch, Breslau / Brieg / Leipzig 1786 (Digitalisat).
- Gartenökonomie für Frauenzimmer: Oder Anweisung die Produkte des Blumen- Küchen- und Obstgartens in der Haushaltung aufs mannigfaltigste zu benutzen. 4 Bd. N. S. Frommanns Erben, Zürich 1790–1795.
  - Erstes Bändchen: Vom Blumengarten, 1790 (Digitalisat)
  - Zweytes Bändchen: Vom Küchengarten, 1791 (Digitalisat).
  - Drittes Bändchen: Vom Obstgarten, 1793 (Digitalisat).
  - Viertes und letztes Bändchen: Beschluß vom Obstgarten, 1795 (Digitalisat).
- Nützliche und unterhaltende Aufsätze für junge Frauenzimmer, zur Bildung ihres Geistes und Herzens. Gutsch, Berlin 1794 (Digitalisat).
- Die gute Hauswirthinn oder weibliche Beschäftigungen in allen Monaten des Jahrs: zur Bildung junger Frauenzimmer, welche ihre Oekonomie aufs vortheilhafteste zu führen wünschen; nebst diätetischen Regeln. Supprian, Leipzig 1797 (Digitalisat).
- Vorkenntnisse der Kochkunst für junge Frauenzimmer, die sich der anordnenden oder ausübenden Kocherey widmen; oder Unterricht in den ersten Grundregeln, und Handgriffen beym Kochen, welche einem Mädchen zu wissen nöthig sind, ehe sie zur ausübenden Kocherey selbst schreiten kann : In zwölf Vorlesungen. Johann Gottlob Feind, Leipzig 1798 (Digitalisat).
- Vollständiger und gründlicher Unterricht über das Brodbacken für junge Hausmütter, oder Mädchen, die es bald werden wollen, vorzüglich für angehende Landwirthinnen. Supprian, Leipzig 1799
- Unterhaltungen für denkende Hausmütter über allerley Gegenstände der weiblichen Oekonomie. Korn, Breslau / Leipzig 1801.
- Zerstreute Blätter zur Belehrung und Unterhaltung für Frauenzimmer. Breslau 1804.
- Küchen-Almanach oder Anweisung zur Zubereitung von Speisen auf alle Tage im Jahr für den Hausmannstisch. : Nebst einem Küchensouvenir. 4 Bde. W. Rein & Comp., Leipzig 1804–1806.
  - Vierteljahr 1, 1804.
  - Vierteljahr 2, 1805.
  - Vierteljahr 3, 1806.
  - Vierteljahr 4, 1806.
- Die Rathgeberin für Bräute, die sich ihre Ausstattung anschaffen wollen. Breslau 1805.
- Die Gartenfreundin: ein Handbuch der Blumengärtnerei. Neue Güntersche Buchhandlung, Glogau 1807 (Digitalisat).
- Oekonomische Unterhaltungen für Frauenzimmer. Berlin 1810.
- Die Witwe. In Commission bei Friedrich Maurer, Berlin 1811.